# Clément Rosset
Clément Rosset (Barneville-Carteret, 12 d'octubre de 1939 - París, 27 de març de 2018) fou un filòsof francès. Basant-se en Schopenhauer, va analitzar la importància de la repetició en les arts. Va morir a París el 27 de març de 2018.

## Idiotesa
Va donar la seva pròpia definició de la paraula idiotesa. Basant-se en la seva etimologia (idios, "propi" en grec) mesura que era una característica inherent de totes les persones i particular d'elles, és a dir, singular i no universal.

## Obra
- 1960, La Philosophie tragique;
- 1962, Le monde et ses remèdes;
- 1965, Lettre sur les chimpanzés : plaidoyer pour une humanité totale; Essai sur Teilhard de Chardin;
- 1967, Schopenhauer : philosophe de l'absurde;
- 1969, L'Esthétique de Schopenhauer;
- 1971, La logique du pire: éléments pour une philosophie tragique;
- 1971, L'anti-nature : éléments pour une philosophie tragique;
- 1976(84), Le réél et son double : essai sur l'illusion;
- 1978, Le réél : traite de l'idiotie;
- 1979(85), L'objet singulier;
- 1983, La force majeure;
- 1985, Le philosophe et les sortilèges;
- 1988, Le Principe de cruauté;
- 1991, En ce temps-là : notes sur Louis Althusser;
- 1991, Principes de la sagesse et de la folie;
- 1992, Matière d'art : hommages;
- 1995, Le choix des mots;
- 1997, Le démon de la tautologie;
- 1999, Route de nuit : Episodes cliniques;
- 1999, Loin de moi : étude sur l'identité;
- 2000, Le réél, l'imaginaire et l'illusoire;
- 2001, Le régime des passions et autres textes;
- 2001, Propos sur le cinéma;
- 2001, Écrits sur Schopenhauer;
- 2004, Impressions fugitives : l'ombre, le reflet, l'écho;
- 2006, Fantasmagories.